# 러시아어권

러시아어권

러시아어권은 러시아어를 모어나 제2언어로 쓰는 지역이다. 러시아어권 국가 중 제일 큰 나라는 러시아이며, 이외에도 러시아어는 우크라이나, 벨라루스, 카자흐스탄, 우즈베키스탄, 에스토니아, 라트비아 등 1991년에 해체된 구소련 지역에 많이 사용되는 언어이다.
러시아어권 이민자들의 영향으로 미국, 캐나다, 호주, 이스라엘에서도 일부 계층이 러시아어를 사용한다.

## 같이 보기
- 우크라이나의 러시아인
- 카자흐스탄의 러시아인
- 우크라이나어권